# مرگ و خاکسپاری جرالد فورد
در 26 دسامبر 2006، جرالد فورد، سی و هشتمین رئیس جمهور ایالات متحده آمریکا و چهلمین معاون رئیس جمهور ،ساعت 6:45 بعد از ظهر در خانه خود در رانچو میراژ، کالیفرنیا درگذشت.  به وقت محلی (02:45، 27 دسامبر، UTC).  ساعت 8:49 بعد از ظهر  به وقت محلی، همسر ۵۸ ساله‌اش، بتی فورد، بیانیه‌ای منتشر کرد و مرگ او را اعلام کرد.  علل مرگ ذکر شده در گواهی فوت، بیماری عروق مغزی عروقی و تصلب شرایین منتشر بود.

## واکنش ها
پس از مرگ فورد، رئیس جمهور جرج دابلیو. بوش در بیانیه ای کتبی گفت:
```
من و لورا از درگذشت رئیس جمهور سابق جرالد آر. فورد بسیار متأسفیم.  پرزیدنت فورد یک آمریکایی بزرگ بود که سالها خدمت فداکارانه به کشور ما ارائه کرد.  در 9 آگوست 1974، پس از یک کار طولانی در مجلس نمایندگان و خدمت به عنوان معاون رئیس جمهور، در ساعتی از آشفتگی و شکاف ملی، ریاست جمهوری را بر عهده گرفت.  پرزیدنت فورد با صداقت آرام، عقل سلیم و غرایز مهربان خود به بهبود سرزمین ما و بازگرداندن اعتماد عمومی به ریاست جمهوری کمک کرد.  مردم آمریکا همیشه فداکاری جرالد فورد به وظیفه، شخصیت شخصی او و رفتار شرافتمندانه دولتش را تحسین خواهند کرد.  ما در غم از دست دادن چنین رهبری عزادار هستیم و سی و هشتمین رئیس جمهور ما همیشه جایگاه ویژه ای در یاد و خاطره ملت ما خواهد داشت.  من و لورا از طرف همه آمریکایی‌ها عمیق‌ترین همدردی‌های خود را با بتی فورد و همه خانواده رئیس جمهور فورد ابراز می‌کنیم.  افکار و دعاهای ما در ساعات و روزهای آینده با آنها خواهد بود.
```

همچنین ادای احترامی از سوی دیگر آمریکایی‌ها، از جمله روسای جمهور سابق آمریکا: جیمی کارتر، جرج اچ. دابلیو. بوش، و بیل کلینتون، و همچنین رئیس سابق ستاد فورد، معاون رئیس‌جمهور، دیک چینی، و بانوی اول سابق، نانسی ریگان برگزار شد.
از جمله رهبران خارجی که ادای احترام کردند، نخست وزیر کانادا، استیون هارپر، رئیس جمهور چک، واتسلاف کلاوس، و رئیس جمهور آلمان، هورست کوهلر بودند.  هارپر به فرماندار کل میشل ژان توصیه کرد برای همدردی با روز عزاداری ملی در ایالات متحده، دستور دهد همه پرچم‌ها در سرتاسر کانادا از طلوع تا غروب آفتاب در 2 ژانویه 2007 نیمه افراشته شوند.

## نگارخانه

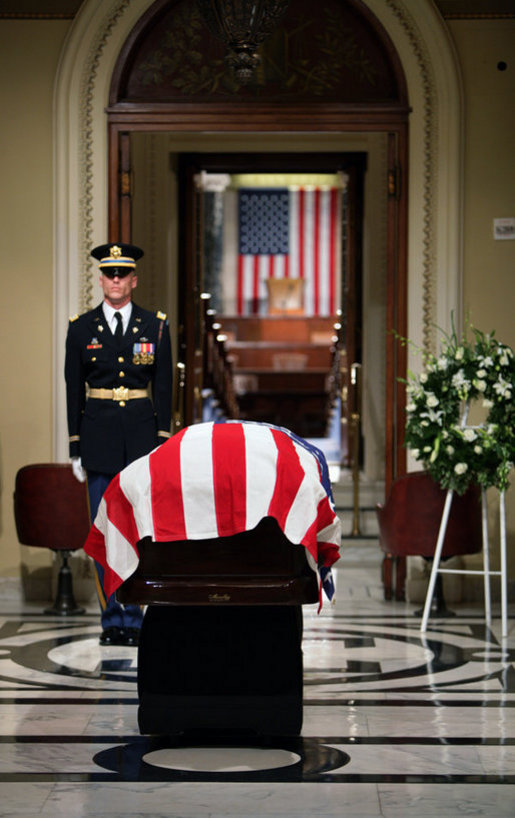

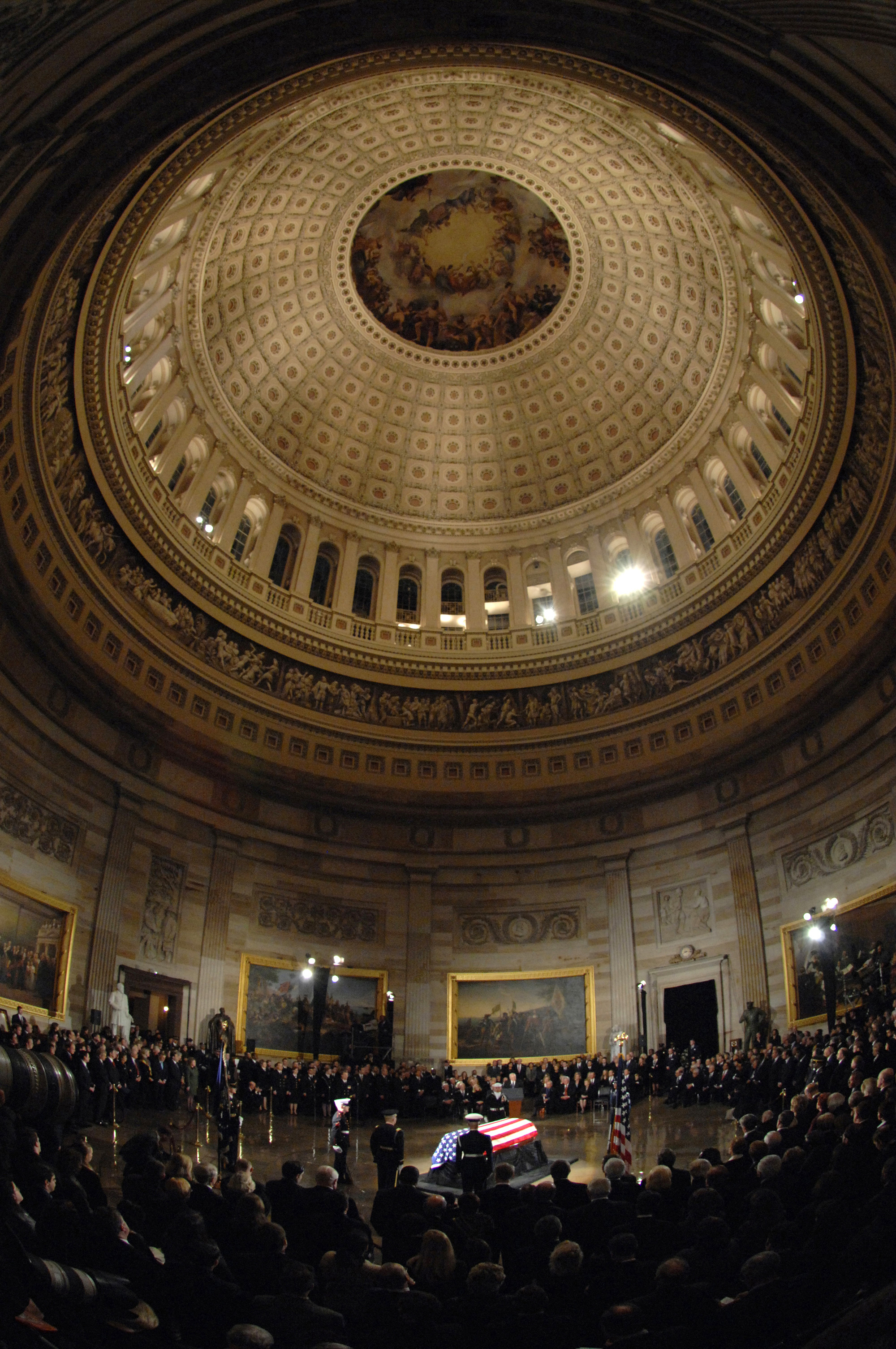

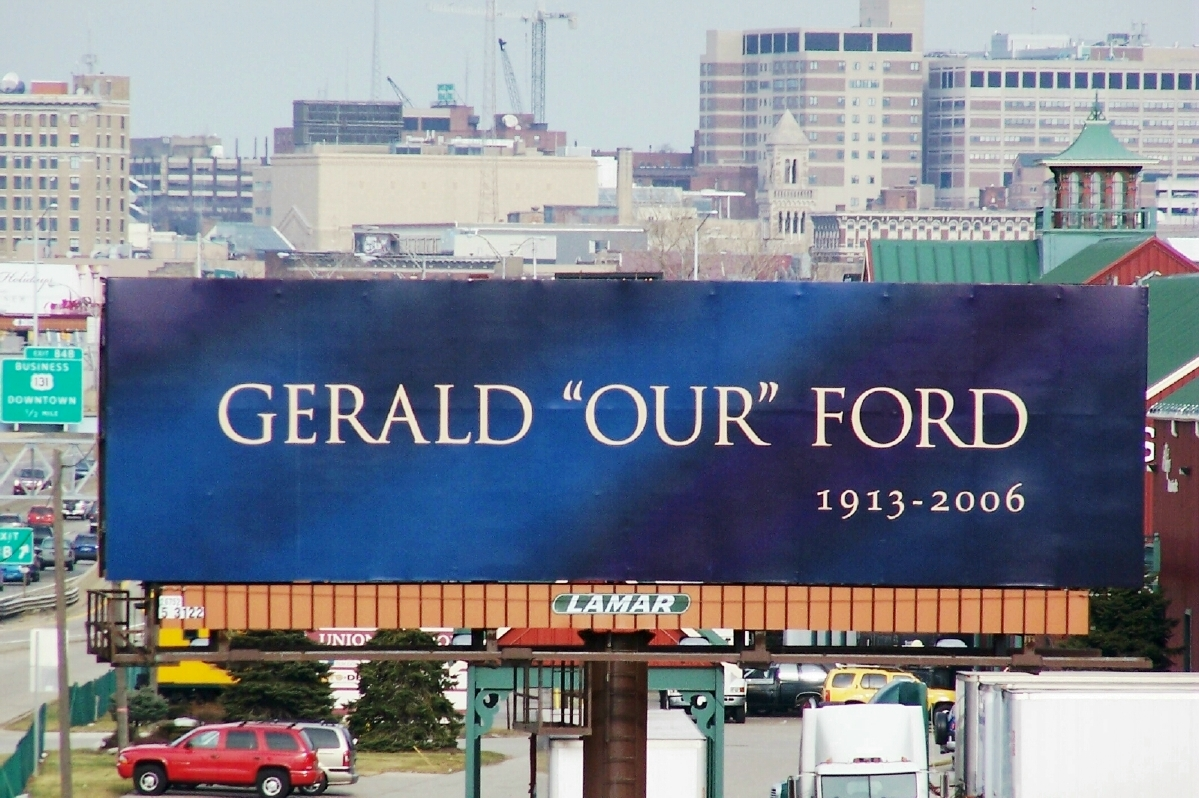